# Tåkasjön
Tåkasjön är en sjö i Olofströms kommun i Blekinge och ingår i Skräbeåns huvudavrinningsområde. Sjön har en area på 0,0613 kvadratkilometer och ligger 79,9 meter över havet.

## Delavrinningsområde
Tåkasjön ingår i det delavrinningsområde (624273-142036) som SMHI kallar för Mynnar i Skräbeån. Medelhöjden är 86 meter över havet och ytan är 8,48 kvadratkilometer. Räknas de 7 avrinningsområdena uppströms in blir den ackumulerade arean 115,54 kvadratkilometer. Vilshultsån som avvattnar avrinningsområdet har biflödesordning 2, vilket innebär att vattnet flödar genom totalt 2 vattendrag innan det når havet efter 33 kilometer. Avrinningsområdet består mestadels av skog (79 %). Avrinningsområdet har 0,05 kvadratkilometer vattenytor vilket ger det en sjöprocent på 0,6 %. Bebyggelsen i området täcker en yta av 0,85 kvadratkilometer eller 10 % av avrinningsområdet.